# Sloan Privat
Sloan Privat (Cayenne, Frans-Guyana, 24 juli 1989) is een Frans voetballer die als aanvaller speelt. Hij verruilde in januari 2018 EA Guingamp voor Valenciennes FC.

## Clubcarrière
Privat komt uit de jeugd van FC Sochaux. Hij maakte zijn profdebuut op 22 september 2007 tegen Girondins Bordeaux. Op 14 september 2008 startte hij voor het eerst in de basiself tegen Lille OSC. Hij bracht zijn team op voorsprong maar zag Lille gelijk komen. De wedstrijd eindigde op 1-1. Op 12 december 2008 tekende hij zijn eerste profcontract. Op 4 augustus 2010 werd besloten om hem één seizoen uit te lenen aan Clermont, dat in de Ligue 2 speelt. In 36 competitiewedstrijden scoorde hij 20 doelpunten voor Clermont. In augustus 2011 werd zijn contract verlengd tot medio 2014. In het seizoen 2012-2013 scoorde hij negen competitiedoelpunten uit 33 wedstrijden.
Op 26 augustus 2013 werd bekend dat Privat een vierjarig contract tekende bij AA Gent. Privat maakte zijn eerste goal voor zijn nieuwe club in de beker tegen derdeklasser KFC Oosterzonen Oosterwijk. Hij scoorde de 3-0.
Nadat Privat 24 wedstrijden speelde en vier keer scoorde, werd hij uitgeleend aan SM Caen.

## Statistieken
| Seizoen         | Club            | Land               | Competitie         | Competitie | Competitie | Beker | Beker | Internationaal | Internationaal | Totaal | Totaal |
| Seizoen         | Club            | Land               | Competitie         | Wed.       | Dlp.       | Wed.  | Dlp.  | Wed.           | Dlp.           | Wed.   | Dlp.   |
| --------------- | --------------- | ------------------ | ------------------ | ---------- | ---------- | ----- | ----- | -------------- | -------------- | ------ | ------ |
| 2007/08         | FC Sochaux      | Vlag van Frankrijk | Ligue 1            | 0          | 0          | 0     | 0     | 0              | 0              | 0      | 0      |
| 2008/09         | FC Sochaux      | Vlag van Frankrijk | Ligue 1            | 15         | 4          | 2     | 0     | 0              | 0              | 17     | 4      |
| 2009/10         | FC Sochaux      | Vlag van Frankrijk | Ligue 1            | 14         | 2          | 3     | 1     | 0              | 0              | 17     | 3      |
| 2010/11         | →Clermont Foot  | Vlag van Frankrijk | Ligue 2            | 36         | 20         | 4     | 2     | 0              | 0              | 40     | 22     |
| 2011/12         | FC Sochaux      | Vlag van Frankrijk | Ligue 1            | 31         | 5          | 1     | 0     | 2              | 0              | 34     | 5      |
| 2012/13         | FC Sochaux      | Vlag van Frankrijk | Ligue 1            | 33         | 9          | 3     | 1     | 0              | 0              | 36     | 10     |
| 2013/14         | FC Sochaux      | Vlag van Frankrijk | Ligue 1            | 2          | 0          | 0     | 0     | 0              | 0              | 2      | 0      |
| 2013/14         | AA Gent         | Vlag van België    | Jupiler Pro League | 20         | 2          | 4     | 2     | 0              | 0              | 24     | 4      |
| 2014/15         | →SM Caen        | Vlag van Frankrijk | Ligue 1            | 20         | 6          | 2     | 1     | 0              | 0              | 22     | 7      |
| 2015/16         | →EA Guingamp    | Vlag van Frankrijk | Ligue 1            | 27         | 7          | 5     | 2     | 0              | 0              | 32     | 9      |
| 2016/17         | EA Guingamp     | Vlag van Frankrijk | Ligue 1            | 20         | 3          | 3     | 2     | 0              | 0              | 23     | 5      |
| 2017/18         | EA Guingamp     | Vlag van Frankrijk | Ligue 1            | 1          | 0          | 1     | 0     | 0              | 0              | 2      | 0      |
| 2017/18         | Valenciennes FC | Vlag van Frankrijk | Ligue 2            | 11         | 3          | 0     | 0     | 0              | 0              | 11     | 3      |
| 2018/19         | Valenciennes FC | Vlag van Frankrijk | Ligue 2            | 3          | 0          | 1     | 0     | 0              | 0              | 4      | 0      |
| Carrière totaal | Carrière totaal | Carrière totaal    | Carrière totaal    | 233        | 61         | 29    | 11    | 2              | 0              | 264    | 72     |